# Montbrun-des-Corbières

Montbrun-des-Corbières este o comună în departamentul Aude din sudul Franței. În 1 ianuarie 2022 avea o populație de 340 de locuitori.